# Pere J. Quetglas Nicolau
Pere J. Quetglas Nicolau (Palma de Mallorca, 1952) es un filólogo, investigador y catedrático español especializado en filología latina.
En diciembre de 2012 fue nombrado vicerrector de Comunicación y Proyección de la Universidad de Barcelona, cargo que ocupó hasta el 2016. Desde 2016 es miembro numerario de la Sección Filológica del Instituto de Estudios Catalanes.

## Trayectoria
Estudió Filología Clásica en la Universidad de Barcelona, donde fue alumno de Joan Bastardas, con quien se doctoró con una tesis titulada La modalidad factitiva en latín (1979; publicada en 1981). Como investigador y catedrático de Filología Latina de la Universidad de Barcelona, sus líneas de investigación se centran en la lingüística latina, la obra y la figura de Julio César y, más concretamente, en la filología latina medieval. Como lingüista Quetglas ha trabajado en el ámbito de la lingüística histórica, la lingüística estructural y la gramática transformacional, haciendo aportaciones importantes en el campo de la sintaxis y la gramática.
Actualmente diregeix el proyecto del Glossarium Mediae Latinitatis Cataloniae (GMLC), proyecto de la Unión Académica Internacional compartido entre el IEC y el CSIC, en el que, además de elaborar y publicar el correspondiente diccionario, se está desarrollando el portal documental CODOLCAT (Corpus Documentale Latinum Cataloniae) que pretende poner al alcance de los investigadores e interesados la documentación que sirve de base para la elaboración del GMLC. Quetglas forma parte del comité asesor de diversas colecciones y revistas en las áreas de filología latina y de latín medieval. Ha trabajado en la producción literaria alto medieval en Cataluña con la introducción en el canon de autores como el conde obispo Miró III de Cerdaña o el juez Ermengol Bernat de Urgell, la obra poética se ha ocupado de estudiar y editar.

## Publicaciones[1]
- Elementos básicos de filología y lingüística latinas (1985; 2ª ed. 2006)
- Josep Balari i Jovany. Escrits filològics (1990)
- Cançoner de Ripoll (2009), en colaboración con J. Raventós,
- «L'edició de textos medievals: problemes, recursos i solucions. El cas de les dobles edicions», en colaboración con Mercè Puig, dentro del Anuari de Filologia. Antiqua et Mediaevalia, núm. 4 (2014).